# Zápraží

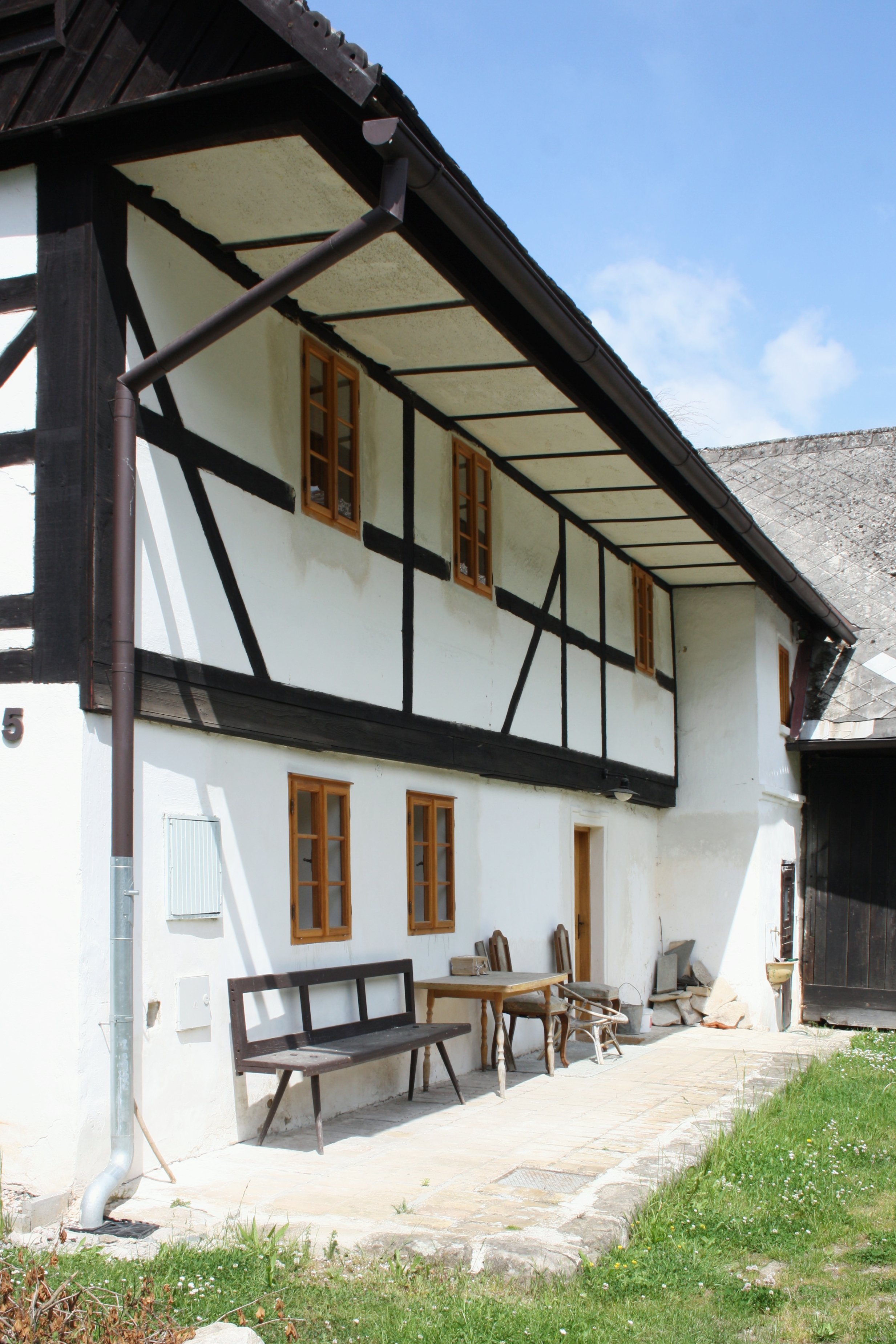
Zápraží starého venkovského domu

Zápraží je hliněný nebo dlážděný prostor, chodník, podél vstupní boční stěny domu, převážně venkovského. Shora je kryté střechou domu. Někdy tvoří komunikační osu mezi brankou a vstupem (vstupy) do objektu.